# Delfim Ferreira
Delfim Ferreira ComM • ComC • GOME • GCM (Riba de Ave, 13 de dezembro de 1888 – Porto, 25 de setembro de 1960) foi um importante empresário e filantropo português, tal como o seu pai, Narciso Ferreira, e o seu irmão mais novo, Raúl Ferreira, Conde de Riba d'Ave.
Na sua época, foi considerado o homem mais rico de Portugal.

## Biografia
Nascido em Riba de Ave, Vila Nova de Famalicão, era filho do grande industrial português Narciso Ferreira, que, a partir de uma pequena fábrica manual, construiu a maior empresa têxtil que existiu em Portugal na segunda metade do século XIX.
Educado na Escola Real e Imperial de Reichenberg, Delfim Ferreira, na década de 1940, pretendia construir um centro comercial no Porto. Expandiu os seus negócios para outros setores económicos, incluindo a energia hidroelétrica e a construção civil, contribuindo para o desenvolvimento do Vale do Ave e dando emprego a muitos milhares de trabalhadores.
Contribuiu para o desenvolvimento de Lisboa e do Porto através da construção de um vasto e valioso património imobiliário. Em Lisboa, construiu diversos edifícios nas Avenidas António Augusto de Aguiar e Sidónio Pais. No Porto, destacou-se pela construção de grandes blocos residenciais na Rua Sá da Bandeira, do Hotel Infante Sagres — o primeiro hotel de cinco estrelas da cidade — e do Palácio do Comércio, um imponente edifício na Baixa portuense, onde está instalada a sede da Predial Ferreira.
Foi agraciado com o grau de Comendador da Ordem do Mérito (1930), Comendador da Ordem Militar de Cristo (1933), Grande-Oficial da Ordem do Mérito Industrial (1948), Grã-Cruz da Ordem do Mérito (1951) e a Medalha de Ouro da Cidade de Vila do Conde.
Foi também o segundo proprietário da Casa de Serralves, atualmente uma casa-museu pertencente à Fundação de Serralves, onde viveu até à sua morte, de cancro, em 1960, época em que era considerado o homem mais rico de Portugal.
Está sepultado no Cemitério do Prado do Repouso, no Porto.

## Homenagens
- Externato Delfim Ferreira, Riba de Ave, fundado em 1962[9] e encerrado em 2019[10][11]
- Busto do Comendador Delfim Ferreira, Peso da Régua, inaugurado em 1970
- Quartel Delfim Ferreira, bombeiros de Peso da Régua
- Rua Delfim Ferreira, Vila Nova de Famalicão
- Rua de Delfim Ferreira, Porto